# الساندرو كاروتزا
الساندرو كاروتزا (بالإيطالية: Alessandro Carrozza)‏ (1 فبراير 1982 بغاليبولي في إيطاليا - ) هو لاعب كرة قدم إيطالي في مركز الوسط. لعب مع أتالانتا ونادي بيزا ونادي سبيزيا ونادي فاريسي ونادي ليتشي وهيلاس فيرونا ونادي تارانتو 1927 ويوفي ستابيا وASD Città di Gallipoli ‏.

## روابط خارجية
- الساندرو كاروتزا على موقع قاعدة بيانات كرة القدم.إي يو (الإنجليزية)
- الساندرو كاروتزا على موقع Soccerway.com (الإنجليزية)
- الساندرو كاروتزا على موقع عالم كرة القدم.نت (الإنجليزية)
- الساندرو كاروتزا على موقع AS.com (الإسبانية)